# Diskos (Liturgie)

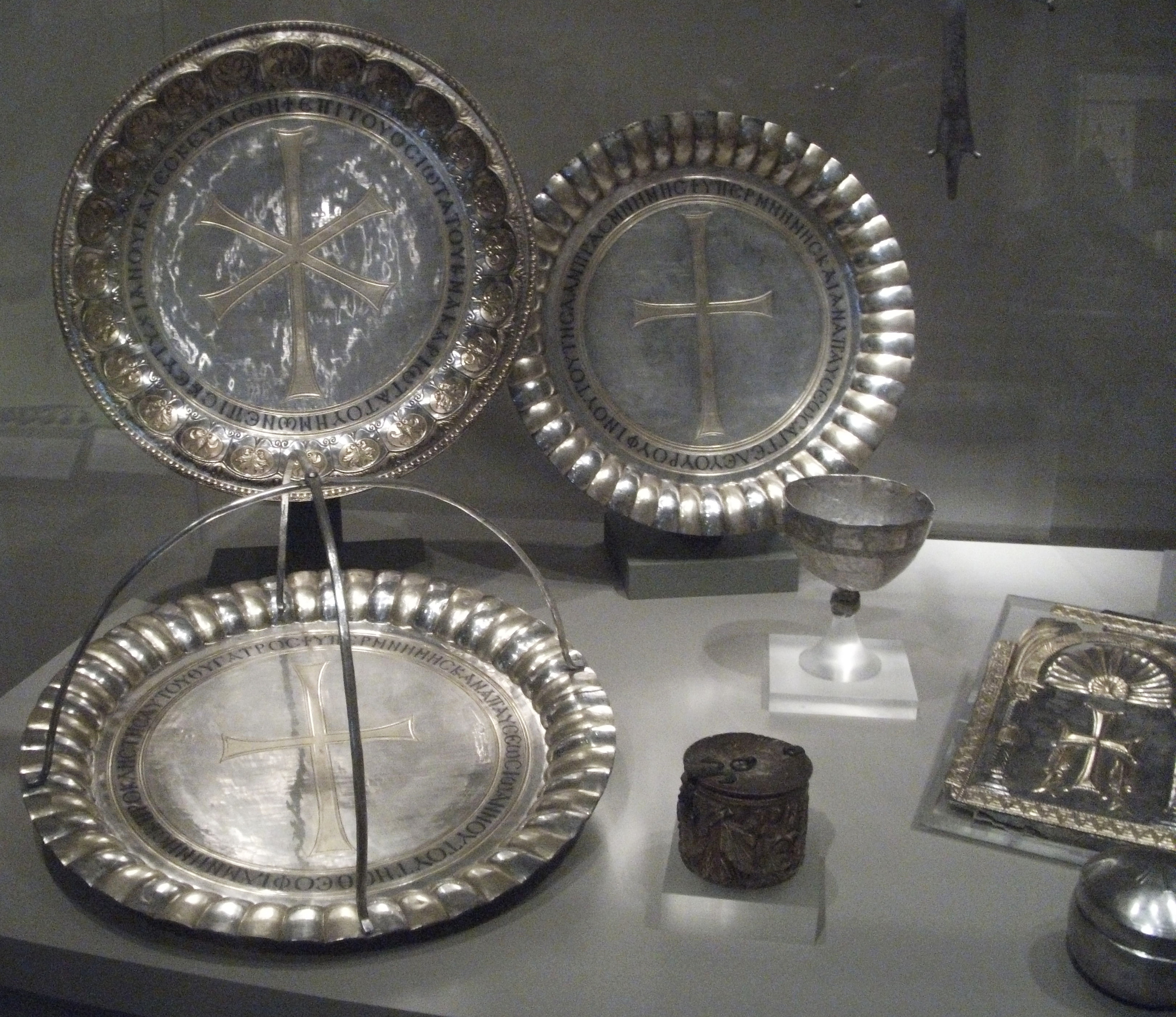
Drei silberne byzantinische Weihebrotschalen (Dumbarton Oaks Collection)

Der Diskos (δίσκος dískos, deutsch ‚Scheibe, Teller, Schüssel‘) ist ein liturgisches Gefäß, das für die orthodoxe Eucharistiefeier (Göttliche Liturgie) verwendet wird. Er wird auch als Weihebrotschale bezeichnet und entspricht der westkirchlichen Patene. Auf den Diskos wird bei der Gabenbereitung (Proskomidie) das eucharistische Brot gelegt; darüber wird der Asteriskos, ein sternförmiger Bügel, gesetzt. Diskos und Kelch als zusammengehörige Sets wurden seit dem 7. Jahrhundert als δισκοποτήρια diskopotḗria bezeichnet.
Es handelt sich beim Diskos um eine Schale mit flachem Boden, oft aus Edelmetall. Sie hat oft einen Fuß und einen erhöhten Rand.

## Geschichtliche Entwicklung
In der Alten Kirche wurde das eucharistische Brot zunächst auf Leinentüchern getragen und darüber gebrochen. Dies änderte sich im 6. Jahrhundert, wobei die unterschiedliche Gestalt des eucharistischen Brotes (Prosphora aus gesäuertem Teig in der Orthodoxie, ungesäuerte Hostien in Lateineuropa) seit dem Mittelalter zu einer unterschiedlichen Form von Diskos bzw. Patene führten.

### Frühbyzantinische Silberschätze
Silberne Diskoi aus dem Frühmittelalter (6./7. Jahrhundert) sind in Syrien in zwei Schatzdeponierungen, dem Schatz von Beth Misona (Cleveland Museum of Art) und dem Schatz von Kaper Koraon (zerstreut auf mehrere Sammlungen, zwei Diskoi im Walters Art Museum in Baltimore), gefunden worden. Der Schatz von Beth Misona besteht aus drei silbernen Kelchen und einer Weihebrotschale, die einen Durchmesser von 32,4 cm hat. Der flache Boden weist ein zentrales Kreuz auf, die umlaufende griechische Inschrift bezeugt, dass Domnos die Schale der Sergioskirche in Beth Misona stiftete. Zwei sehr ähnliche Weihebrotschalen aus dem Schatz von Riha (Dumbarton Oaks Collection in Washington) und aus dem Schatz von Stuma (Archäologisches Museum Istanbul) zeigen auf dem flachen Schalenboden jeweils das Motiv der Apostelkommunion. Der Diskos aus dem Schatz von Riha hat einen Durchmesser von 35 cm und ist 3,18 cm hoch. Er wurde zusammen mit einem Kelch und einem liturgischen Fächer deponiert und ausweislich eines Stempels in der Regierungszeit des Kaisers Justin II. (565–578) angefertigt.

### Mittel- und spätbyzantinische Weihebrotschalen
Bedeutende byzantinische Diskoi gelangten als Beute aus der Plünderung Konstantinopels während des Vierten Kreuzzugs (1204) in den Westen.
Im Louvre in Paris befindet sich ein Diskos aus Sardonyx (spätes 9./frühes 10. Jahrhundert). Er weist in der Mitte ein Medaillon (Email, Cloisonné) mit einer Darstellung des Letzten Abendmahls (Durchmesser insgesamt 12,6 cm) auf. Diese Weihebrotschale ist ein Beispiel dafür, wie virtuos in mittelbyzantinischer Zeit verschiedene kostbare Materialien kombiniert wurden.
Der Domschatz von San Marco in Venedig besitzt einen Diskos aus Alabaster, der in vergoldetes Silber gefasst und mit Bergkristallen, Perlen und Email verziert ist.
Der Domschatz von Halberstadt besitzt einen Diskos, der als Hauptwerk der mittelbyzantinischen Goldschmiedekunst gilt. Die silberne Schale wurde im Wachsausschmelzverfahren hergestellt, nachbearbeitet und vergoldet. Sie hat einen Durchmesser von 41,4 cm und ist 3,8 cm hoch. Das zentrale Motiv des Schalenbodens ist der gekreuzigte Christus mit Maria und dem Apostel Johannes, die unter dem Kreuz stehen. Beiderseits der Kreuzesinschrift sind die Erzengel Michael und Gabriel zu sehen, die auf Christus hinweisen. Eine umlaufende Inschrift mit den Einsetzungsworten in griechischer Sprache unterstreicht die liturgische Verwendung der Schale. Wandung und Rand weisen je acht Büsten auf, die Zwischenräume sind mit feinem Rankenwerk gefüllt. Die Wandung ist als Achtpass gestaltet, die jeweils Büsten hervorragender Märtyrer zeigen: Demetrios, Theodor, Merkurios, Eustathios, Nestor, Niketas, Prokopios und Georgios. Der breite flache Rand zeigt Büsten heiliger Bischöfe, die als Theologen und Wundertäter verehrt werden: Basilios, Gregorios, Blasios, Spyridon, Athanasios, Chrysanthos, Johannes Chrysostomos und Nikolaos. Der Diskos von Halberstadt knüpft in Material und Motiven an Weihebrotschalen der vor-ikonoklastischen Zeit an.
Die Plünderung Konstantinopels 1204 bedeutete einen Bruch in der byzantinischen sakralen Kunst. Ausgesprochen luxuriöse liturgische Gefäße sind in spätbyzantinischer Zeit selten und finden sich am ehesten in den Schätzen der Athosklöster. So besitzt das Kloster Vatopedi eine Weihebrotschale des späten 14. Jahrhunderts, die mit Thomas Preljubović in Verbindung gebracht wird. Das zentrale Medaillon des Schalenbodens ist hier als Basse-taille-Email ausgeführt und zeigt eine Beweinung Christi.

Byzantinische Diskoi
Beth Misona, Syrien, 6./7. Jahrhundert, Cleveland, Cleveland Museum of Art 1950.381
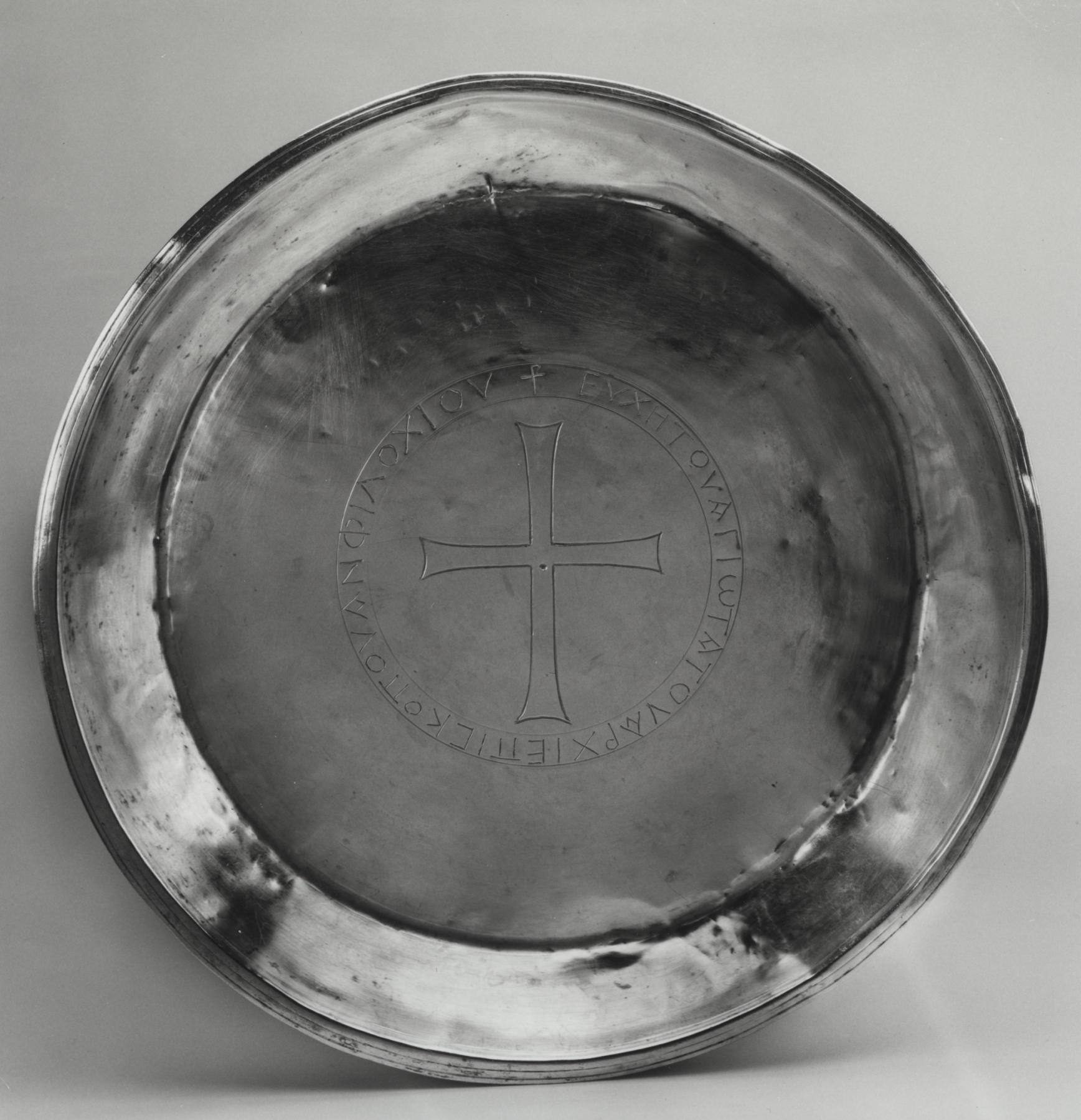
Kaper Koraon, Syrien, 6./7. Jahrhundert, Baltimore, Walters Art Museum 54.643
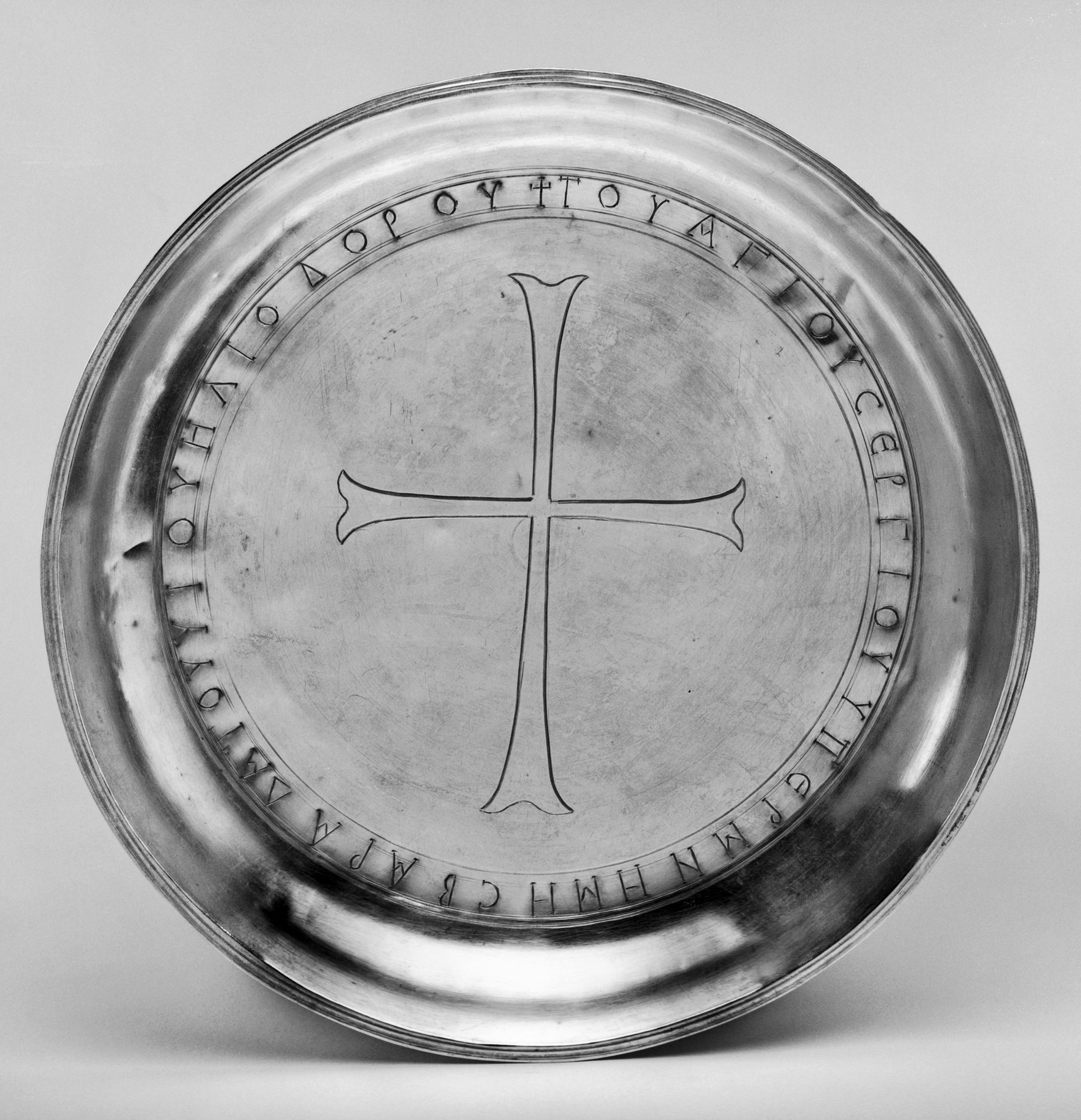
Kaper Koraon, Syrien, 6./7. Jahrhundert, Baltimore, Walters Art Museum 54.644
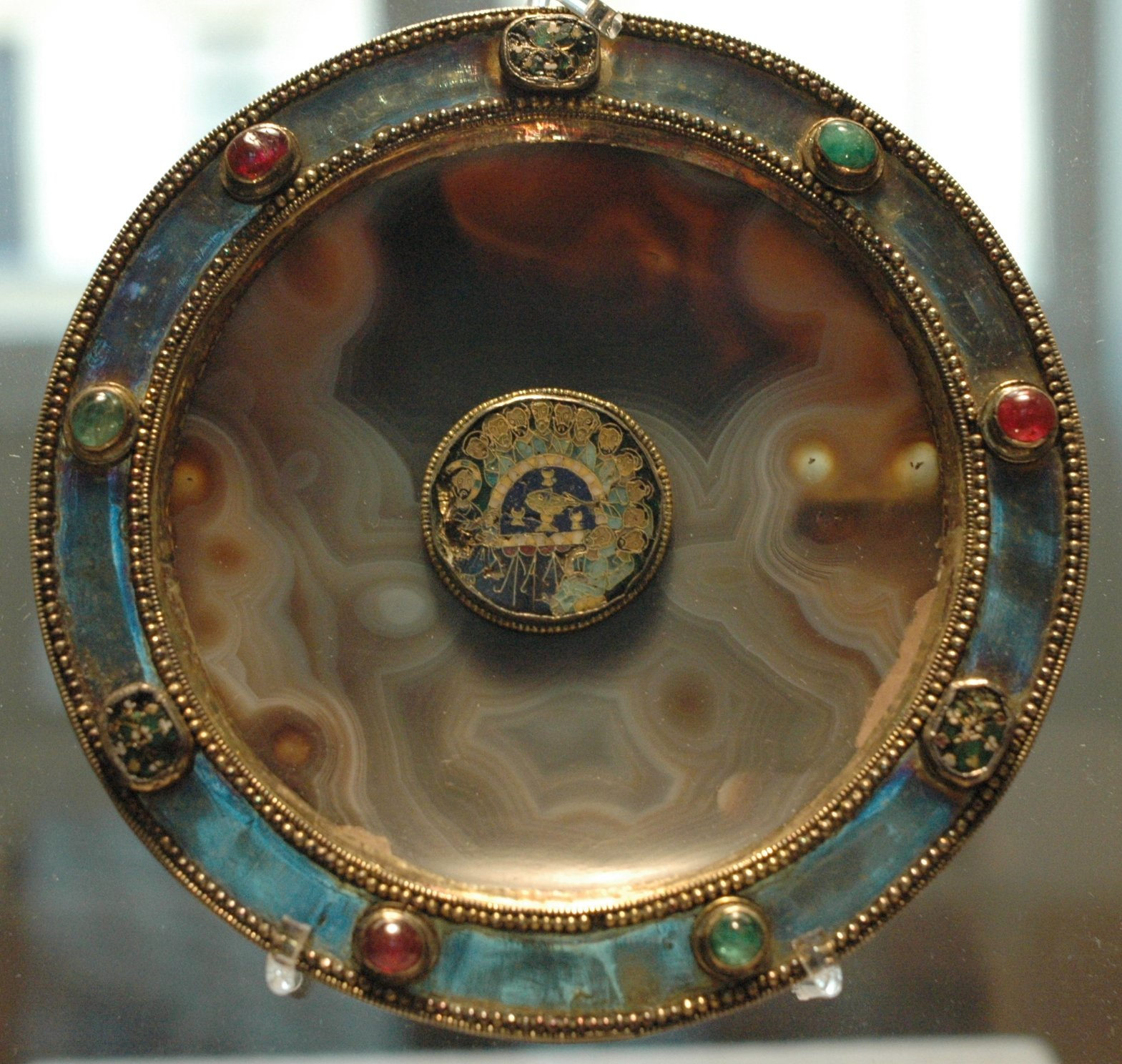
Konstantinopel, 9./10. Jahrhundert, Paris, Louvre OA 11878,
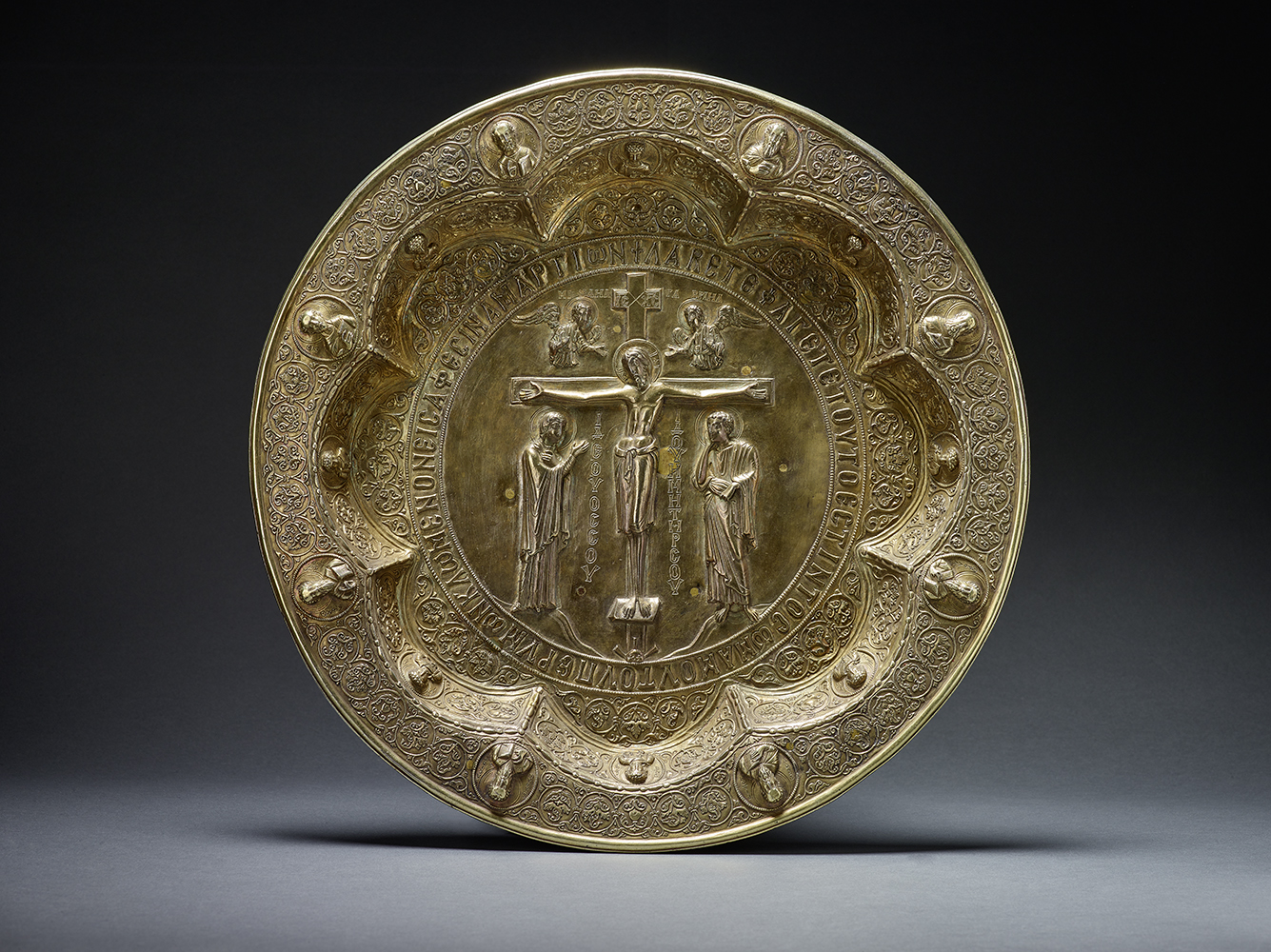
Diskos von Halberstadt, Konstantinopel vor 1204